# Ebersbach-Musbach
Ebersbach-Musbach è un comune tedesco di 1 735 abitanti situato nel land del Baden-Württemberg.